# Энопион
Энопион (Ойнопион, др.-греч. Οἰνοπίων «винопийца») — персонаж древнегреческой мифологии. Сын Тесея и Ариадны, либо сын Диониса и Ариадны. Отцом Еванфа назывался уже у Гесиода.
Радаманф сделал его царём Хиоса. Согласно поэту Иону Хиосскому, приплыл на Хиос с кораблями в сопровождении сыновей: Тала, Еванфа, Мелана, Салага и Афаманта. В его царствование на остров прибыли карийцы и абанты с Евбеи. Возглавил заселение Хиоса, научил разводить виноградную лозу. Жена Гелика, дочь Аэро (она же Меропа). К его дочери сватался Орион и изнасиловал её, но Энопион напоил его и ослепил с помощью сатиров. Позже Орион прозрел, но Посейдон укрыл Энопиона в подземном доме, построенном Гефестом.
Могила Энопиона в Хиосе, по словам Павсания, «послужила поводом к созданию нескольких легенд о его подвигах». Хиос называли «городом Энопиона». На Самосе, по надписям, одна из двух дополнительных фил называлась энопы. В надписи с Хиоса времени поздней архаики названы имена колонистов, переселившихся вместе с Энопионом, включая его жён и детей, не упоминаемых в сохранившейся письменной традиции.